# Строппо
Строппо (італ. Stroppo, п'єм. Stròp) — муніципалітет в Італії, у регіоні П'ємонт,  провінція Кунео.
Строппо розташоване на відстані близько 530 км на північний захід від Рима, 80 км на південний захід від Турина, 36 км на захід від Кунео.
Населення — 102 особи (2014).

## Демографія
Населення за роками:

Станом на 1 січня 2023 року в муніципалітеті офіційно проживало 12 іноземців з 4 країн, серед них 11 громадян країн Євросоюзу.

## Сусідні муніципалітети
- Ельва
- Макра
- Мармора
- Праццо
- Сампере